# Roland Ismer
Roland Ismer (* 1974 in Stade) ist ein deutscher Steuerrechtler, der sich insbesondere auf die Gebiete des Klimaschutzrechts, des Umsatzsteuerrechts und des Internationalen Steuerrechts spezialisiert hat. Er war von 2009 bis 2024 Lehrstuhlinhaber des Lehrstuhls für Steuerrecht und Öffentliches Recht an der Friedrich-Alexander-Universität Erlangen-Nürnberg. Seit dem Sommersemester 2024 ist er Inhaber des Lehrstuhls für Öffentliches Recht und Steuerrecht an der Universität Potsdam.

## Leben und Wirken
Roland Ismer studierte von 1993 bis 1998 Rechtswissenschaften in Konstanz, Genf und München. Daneben studierte er Volkswirtschaftslehre in Konstanz (Abschluss des Vordiploms im Jahr 1995) und London (Abschluss Master in Economics an der London School of Economics mit Auszeichnung im Jahr 2000). Nach seinem ersten juristischen Staatsexamen war er im Jahr 1998 und von 2000 bis 2001 Wissenschaftlicher Mitarbeiter an der Forschungsstelle für Europäisches und Internationales Steuerrecht an der LMU München, Inhaber Moris Lehner. 2005 wurde er an der LMU München mit der Arbeit Humankapital im Steuerstaat – Investitionen in Ausbildung, Fortbildung und Weiterbildung: Bestandsaufnahme und Optimierung des Systems zum Dr. iur. promoviert. Neben seiner akademischen Tätigkeit war er von 2004 bis 2006 als Rechtsanwalt und nach Bestehen des Steuerberaterexamen ab März 2006 auch als Steuerberater bei Weil, Gotshal & Manges LLP in München tätig. In den Jahren 2006–2009 war er als Wissenschaftlicher Assistent am Lehrstuhl für Öffentliches Wirtschafts- und Steuerrecht von Moris Lehner an der LMU München tätig. Nach Aufenthalten als Visiting Scholar am Department of Law und Departement of Economics der University of Cambridge (UK), als Gastwissenschaftler am Zentrum für Empirische Wirtschaftsforschung der Universität Zürich und als Visiting Scholar bei der Stiftung Wissenschaft und Politik in Berlin, habilitierte er sich 2009 an der LMU mit der Arbeit Klimaschutz als Rechtsproblem – Steuerung durch Preisinstrumente vor dem Hintergrund einer parallelen Evolution von Klimaschutzregimes verschiedener Staaten. Roland Ismer ist seit 2009 Lehrstuhlinhaber des Lehrstuhls für Steuerrecht und Öffentliches Recht an der Friedrich-Alexander Universität Erlangen-Nürnberg. 2010 lehnte er einen Ruf an den Lehrstuhl für Öffentliches Recht und Steuerrecht der Universität Mannheim ab.
Roland Ismer ist seit 2008 im Auswahlausschuss der Studienstiftung des deutschen Volkes und seit 2009 Leiter einer Mentorengruppe im Max-Weber-Programm der Studienstiftung des deutschen Volkes. Zudem ist er Mitherausgeber der Zeitschrift „Mehrwertsteuerrecht“ und stellvertretender Vorsitzender des Vereins „Umsatzsteuerforum e.V.“.

## Auszeichnungen
- 1995–2004: Förderung des Studiums und der Promotion durch die Studienstiftung des deutschen Volkes
- 2006: Dissertationspreis der Juristischen Gesellschaft München
- 2006: Wissenschaftspreis der Steuerberaterkammer München
- 2007: Fakultätspreis der Juristischen Fakultät der LMU München

## Schriften
- Klimaschutz als Rechtsproblem – Steuerung durch Preisinstrumente vor dem Hintergrund einer parallelen Evolution von Klimaschutzregimes verschiedener Staaten, Ius Publicum 225, Mohr Siebeck, Tübingen 2014.
- Bildungsaufwand im Steuerrecht – Zum System der Besteuerung von Humankapitalinvestitionen, Band 36 der Reihe Rechtsordnung im Steuerwesen, Verlag Otto Schmidt, Köln 2006.